# Electron (software)
Electron (anteriormente conhecido como Atom Shell) é um framework de código aberto criado por Cheng Zhao, e agora desenvolvido pelo GitHub. Ele permite desenvolver aplicações para desktop GUI usando componentes front end e back end originalmente criados para aplicações web: Node.js para o back end e Chromium para o front end. Electron é o principal framework por trás de vários projetos notáveis de código aberto, incluindo Atom da GitHub e os editores de código-fonte: Visual Studio Code da Microsoft e o Light Table IDE, além da aplicação desktop do serviço de bate-papo Discord.

## História
| 11 de abril de 2013 | Electron é lançado, sob o nome Atom Shell.                             |
| 06 de maio de 2014  | Atom e Atom Shell tornam-se open-source sob a licença MIT.             |
| 17 de abril de 2015 | Atom Shell é renomeado para Electron.                                  |
| 11 de maio de 2016  | Electron atinge a versão 1.0.                                          |
| 20 de maio de 2016  | Electron passa a permitir o envio de aplicativos para a Mac App Store. |
| 2 de agosto de 2016 | O suporte da Windows Store para aplicativos Electron é adicionado.     |

## Estrutura de uma aplicação Electron
Um aplicativo Electron básico consiste em três arquivos: package.json (metadata), main.js (código) e index.html (interface gráfica) e o framework é fornecido pelo arquivo executável (electron.exe no Windows. electron.app no MacOS e electron no Linux). Desenvolvedores que desejarem adicionar ícones customizados podem renomear ou editar o arquivo executável.
O arquivo mais importante é o package.json. Ele mantém as informações sobre os pacotes. As informações mais comuns são:
- "name", nome da aplicação;
- "version", versão da aplicação;
- "main", nome do script principal da aplicação;

package.json é um arquivo npm.

## Aplicações que usam Electron
Um número significativo de aplicativos desktop é construído com o Electron, dentre os quais:
- Atom[14]
- GitHub Desktop Beta[15]
- Light Table[16]
- Slack
- Visual Studio Code[17]
- Discord
- WordPress Desktop[18]
- WhatsApp Desktop
- Postman
- Gitkraken
- Microsoft Teams